# (26715) South Dakota
(26715) South Dakota ist ein im mittleren Hauptgürtel gelegener Asteroid. Er wurde am 16. April 2001 von dem US-amerikanischen Amateurastronomen Ron Dyvig mit einem 16-Inch-Teleskop am Badlands-Observatorium (IAU-Code 919) in Quinn, South Dakota entdeckt. Sichtungen des Asteroiden hatte es vorher schon am 26. Juli 1998 unter der vorläufigen Bezeichnung 1998 OK8 am La-Silla-Observatorium in Chile sowie am 8. und 14. Dezember 1999 (1999 XW158) an der Lincoln Laboratory Experimental Test Site (ETS) in Socorro, New Mexico gegeben.
Mittlere Sonnenentfernung (große Halbachse), Exzentrizität und Neigung der Bahnebene des Asteroiden entsprechen grob der Zdeněkhorský-Familie, einer nach (3827) Zdeněkhorský benannten Gruppe von Asteroiden.
(26715) South Dakota wurde auf Vorschlag von Ron Dyvig am 28. März 2002 nach dem Bundesstaat South Dakota benannt.